# Hidrotermalni izvori
Hidrotermalni izvori su otvori koji se nalaze u blizini okeanskih grebena. Oni su posledica pomeranja litosfernih ploča. Jedan deo unutrašnje toplote Zemlje se ispušta kroz njih. Godine 1979. su otkriveni crni dimnjaci i bujni podmorski život povezan s njima. Ovaj ekosistem se temelji na primarnoj proizvodnji i na bakterijama koje žive slobodno ili u simbiozi sa drugim organizmima.

## Formiranje hidrotermalnih sistema
Pokretanje litosfernih ploča stvara produženja i nanose na nivou oceanskih grebena, i generiše pukotine u Zemljinoj kori. Temperatura morske vode u pukotinama u blizini magme je povišena. Pod utjecajem temperature i pritiska, ona se uzdiže do morskog dna. Ona je kisela i zasićena metalima iz okolnih stijena (temperatura i vrlo visok pritisak povećavaju moć rastvaranja vode). Zatim, tokom ispuštanja, u dodiru sa hladnom morskom vodom, minerali se talože i formiraju mineralne građevine koji podsećaju na dimnjake.
Hidrotermalne tečnosti su bogate rastvorenim gasovima (vodoniksulfid, metan, ugljen-monoksid, ugljen-dioksid i vodonik) i metalima (silicijum, mangan, gvožđe, cink). Sastav i fizičko-hemijske karakteristike hidrotermalnih tečnosti su posledica temperature i vrste stena kroz koje je tečnost prošla. Mogu se razlikovati crni i beli dimnjaci.
Hidrotermalni dimnjaci hrane okeane gvožđem (50.000 t/godišnje) čime pospešuju rast fitoplanktona. Značajni su učesnici u prirodnom ispuštanju ugljen-dioksida. Posebno su važni u Južnom okeanu gde hrane 20.000 tona fitoplanktona. Međutim, samo 0,2% gvožđa iz vrelih podvodnih izvora ostaje rastvoreno.
Strukture evoluiraju s vremenom, ali su prolazne: dimnjaci traju od 10 do 100 godina. Oni mogu propasti, a kanali se mogu ugušiti mineralima. Aktivno područje uz greben se može pomaknuti i uzrokovati nastanak novih dimnjaka i nestanak starih.

## Galerija
- Crni dimnjaci
- Crni dimnjaci
- Beli dimnjaci
- Dimnjaci u paru.
- Ugašeni dimnjaci

## Literatura
- Van Dover CL, Humphris SE, Fornari D, Cavanaugh CM, Collier R, Goffredi SK, Hashimoto J, Lilley MD, Reysenbach AL, Shank TM, Von Damm KL, Banta A, Gallant RM, Gotz D, Green D, Hall J, Harmer TL, Hurtado LA, Johnson P, McKiness ZP, Meredith C, Olson E, Pan IL, Turnipseed M, Won Y, Young CR 3rd, Vrijenhoek RC (2001). „Biogeography and ecological setting of Indian Ocean hydrothermal vents”. Science. 294 (5543): 818—23. Bibcode:2001Sci...294..818V. PMID 11557843. doi:10.1126/science.1064574.
- Van Dover; Cindy Lee (2000). The Ecology of Deep-Sea Hydrothermal Vents. Princeton University Press. ISBN 978-0-691-04929-8.
- Beatty JT, Overmann J, Lince MT, Manske AK, Lang AS, Blankenship RE, Van Dover CL, Martinson TA, Plumley FG (2005). „An obligately photosynthetic bacterial anaerobe from a deep-sea hydrothermal vent”. Proceedings of the National Academy of Sciences. 102 (26): 9306—10. Bibcode:2005PNAS..102.9306B. PMC 1166624 . PMID 15967984. doi:10.1073/pnas.0503674102 .
- Andrea Koschinsky, Dieter Garbe-Schönberg, Sylvia Sander, Katja Schmidt, Hans-Hermann Gennerich and Harald Strauss (avgust 2008). „Hydrothermal venting at pressure-temperature conditions above the critical point of seawater, 5°S on the Mid-Atlantic Ridge”. Geology. 36 (8): 615—618. Bibcode:2008Geo....36..615K. doi:10.1130/G24726A.1. Приступљено 18. 6. 2010.
- Catherine Brahic (4. 8. 2008). „Found: The hottest water on Earth”. New Scientist. Приступљено 18. 6. 2010. Спољашња веза у |publisher= (помоћ)
- Josh Hill (5. 8. 2008). „'Extreme Water' Found at Atlantic Ocean Abyss”. The Daily Galaxy. Архивирано из оригинала 07. 11. 2017. г. Приступљено 18. 6. 2010. Спољашња веза у |publisher= (помоћ)

## Spoljašnje veze
- Galerija